# 葛飾区立新宿小学校
葛飾区立新宿小学校（かつしかくりつ にいじゅくしょうがっこう）は、東京都葛飾区新宿2丁目にある公立小学校。

## 沿革
- 1873年（明治6年）11月1日 - 宝蓮寺内に第六中学区第五番小学勝鹿学校創立。
- 1874年（明治7年）7月 - 中川土手際の西念寺内に仮校舎移転。
- 1876年（明治9年）7月31日 - 新宿1丁目3380番地に新校舎完成。
- 1901年（明治34年）5月24日 - 新宿尋常高等小学校と改称。
- 1924年（大正13年）11月22日 - 現在地に校舎を新築し、この日（11月22日）を開校記念日と定めた。
- 1935年（昭和10年）10月21日 - 東京市住吉尋常小学校が本校分教場より独立。
- 1941年（昭和16年）4月1日 - 国民学校令により、東京市新宿国民学校と改称。
- 1944年（昭和19年）9月1日 - 戦局の悪化により、第一回学童疎開実施（新潟県三島郡）。
- 1947年（昭和22年）4月1日 - 学制改革により、東京都葛飾区立新宿小学校と改称。
- 1954年（昭和29年）8月30日 - 本校舎第一期改築工事落成式挙行。
- 1955年（昭和30年）
  - 3月 - 校旗制定。
  - 7月20日 - 本校舎第二期改築工事落成式挙行。
- 1957年（昭和32年）4月1日 - 校歌制定。
- 1961年（昭和36年）7月 - 創立85年記念とプール（旧プール）落成の両記念式挙行。
- 1968年（昭和43年）
  - 1月 - 住居表示変更により、所在地が新宿2丁目26番1号に変更。
  - 4月12日 - 屋内体育館と4階特別教室が落成。
- 1969年（昭和44年）3月5日 - 屋内体育館・新校舎落成記念音楽会開催。
- 1971年（昭和46年）3月20日 - 校舎第三期改築工事完成。
- 1972年（昭和47年）2月5日 - 校舎第四期改築工事（鉄筋4階建）完成。
- 1973年（昭和48年）11月20日 - 創立100周年記念式典挙行。
- 1981年（昭和56年）8月31日 - プール改築、校舎増築。
- 1983年（昭和58年）11月21日 - 創立110周年記念式典挙行。
- 1991年（平成3年）4月1日 - 学校警備が機械化される。
- 1993年（平成5年）
  - 5月17日 - 東門入口横の花壇整備。
  - 11月1日 - 新宿郷土資料室開設。
  - 11月20日 - 創立120周年記念式典挙行。
- 2003年（平成15年）11月7日 - 創立130周年記念式典挙行。
- 2004年（平成16年）7月 - この月から10月まで、旧校舎の耐震工事実施。
- 2005年（平成17年）11月28日 - わくチャレ新宿ワールド開設。
- 2013年（平成25年）
  - 8月 - この月から、西側トイレ改修と学童保育クラブ開設の両工事実施。
  - 12月7日 - 創立140周年記念式典挙行。
- 2016年（平成28年）
  - 2月 - 校舎外壁塗装工事終了。
  - 4月 - 特別支援教室「にこにこ教室」開設。
- 2023年（令和5年）10月28日 - 創立150周年記念式典挙行。

## 通学区域
出典
- 新宿1丁目（全域）
- 新宿2丁目（全域）
- 新宿4丁目（全域）
- 新宿5丁目（全域）

## 進学先中学校
出典
- 葛飾区立新宿中学校

## 学校周辺
- 馬頭観世音 - 敷地が隣接
- 葛飾新宿二丁目郵便局
- 新宿消費生活協同診療所組合にいじゅく組合診療所
- 宝蓮寺 - 本校設立時に校舎が置かれた寺
- 葛飾区立町並児童遊園
- 立増寺
- 社会福祉法人新宿会新宿保育園 - 進学前保育園
- 東京都道467号千住新宿町線
- 中川

## 交通アクセス
トップページにある画像の校門までの距離
- 京成タウンバス「有70」系統・日立自動車交通「レインボーかつしか有74」系統で、「新宿小学校南」停留所下車後、徒歩約215m・約4分。

## 関係者

### 出身者
- 中島守利（実業家、政治家） - 元衆議院議員
- 内山信二（タレント）